# Škoda 21Ev
Škoda 21Ev — низкопольный электропоезд производства чешской компании Škoda Transportation, созданный на основе платформы электропоездов Škoda 7Ev (из семейства RegioPanter).

## История создания и выпуска
В начале 2021 года консорциум в составе чешских компаний Škoda Vagonka и Škoda Transportation выиграл тендер на поставку 16 электропоездов серии 21Ev для эстонского перевозчика Eesti Liinirongid (Elron). В рамках тендера свои оферты представили два участника (производитель уже поставленных для Elron поездов Stadler, а также построившее поезда для латвийского оператора предприятие Škoda). Оферты по тендеру были рассмотрены на основании 11 различных критериев. Сравнению подвергались стоимость поездов, а также расход энергии, стоимость обслуживания, количество сидячих мест и ускорение. Предложение Škoda было признано лучшим по ценам и расходам на эксплуатацию. В результате Elron подписал в феврале 2021 года контракт с предприятием Škoda Vagonka. В результате договора поставки Elron получает шесть двухсистемных электропоездов с дополнительной опцией заказать в будущем еще десять дополнительных поездов, что также было сделано.
Общая стоимость контракта на поставку всех 16 поездов достигла 147 млн евро. Все они должны быть поставлены заказчику до 2027 года. Из них 11 составов заказаны для маршрутов дальнего следования, остальные предназначены для пригородного движения.
В декабре 2022 года компания Škoda на своем заводе в Остраве приступила к изготовлению первого поезда для Эстонии. Постройка этого трёхвагонного состава завершилась в феврале 2024 года. В том же году начались его испытания оператором Elron совместно с компанией-изготовителем.
По состоянию на июнь 2025 года известно о постройке не менее чем 12 трёхвагонных поездов, получивших порядковые номера оператора от 3339 до 3350 включительно.

## Общие сведения
В основе модели 21Ev лежит модель 7Ev (также известная как RegioPanter) того же изготовителя, разработанная для операторов Чехии и Словакии. Электропоезда 21Ev являются двухсистемными, то есть их можно использовать как в зоне со старой контактной сетью, так и на новых планируемых электрифицированных участках. При необходимости их допускается сцеплять и с использующимися упомянутыми выше поездами Stadler. Вагоны поезда имеют низкий уровень пола.

## Конструкция
Электропоезда 21Ev имеют максимальную скорость поездов 160 км/ч и предназначены для работы в диапазоне температур от –40 до +35 °C. Вагоны имеют устройства кондиционирования воздуха, информационные системы, а также оснащены беспроводным доступом в Интернет и системой подсчёта пассажиров. Поезда рассчитаны на работу с европейской системой управления движением ETCS.